# Clithria bacchusi
Clithria bacchusi är en skalbaggsart som beskrevs av Allard 1995. Clithria bacchusi ingår i släktet Clithria och familjen Cetoniidae. Inga underarter finns listade i Catalogue of Life.